# Drašći Vrh
Drašći Vrh is een plaats in de gemeente Žumberak in de Kroatische provincie Zagreb. De plaats telt 25 inwoners (2001).